# 中野城 (紀伊国)
中野城（なかのじょう）は、紀伊国（和歌山県和歌山市中野）にあった日本の城。

## 概要
築城時期は不明であるが、貴志教信の城であった。戦国時代は、雑賀衆の支城としての役割を果たしていた。
孝子峠越えと大川峠越えのルートが集まる要衝で、和泉国方面から紀伊国の入口にあたるという地理的条件から、天正5年（1577年）、織田信長による第1次紀州征伐を迎え撃つための前線基地となった。しかし、2月に中野城は落城し、織田信忠が本陣を構えた。居城の雑賀城を攻められた鈴木孫一（雑賀孫一）ら雑賀衆は3月に降伏した（『信長公記』）。
遺構として、石垣が民家の塀の下に使用され残っている。また、現在「中野遺跡」と呼ばれる埋蔵文化財包蔵地にあったと推定されており、発掘調査により大溝（堀）や輸入陶磁器等の遺物が出土している。